# Persone di cognome Williams/Giocatori di football americano
| Questa pagina contiene informazioni ricavate automaticamente dalle voci biografiche con l'ausilio del template Bio e di un bot. L'aggiornamento è periodico e automatico e ricostruisce completamente la pagina. Se manca una persona in questa lista, sei pregato di non aggiungerla, ma accertati piuttosto che la sua voce biografica contenga il template Bio e che i dati anagrafici siano correttamente compilati. Se il template Bio manca, inseriscilo tu stesso o, in alternativa, metti l'avviso {{tmp\|Bio}} che ne segnala la mancanza. Se i dati riportati sono sbagliati, correggi direttamente la voce biografica; le modifiche saranno visibili in questa lista entro pochi giorni. Per chiarimenti vedi il progetto antroponimi. La lista contiene solo le 115 persone che sono citate nell'enciclopedia e per le quali è stato implementato correttamente il template Bio. Pagina aggiornata al 23 lug 2025. |

Questa è una lista di persone presenti nell'enciclopedia che hanno il cognome Williams e sono giocatori di football americano.

## A(6)
- Aaron Williams, ex giocatore di football americano statunitense (San José, n. 1990)
- Aeneas Williams, ex giocatore di football americano statunitense (New Orleans, n. 1968)
- Alfred Williams, ex giocatore di football americano statunitense (Houston, n. 1968)
- Greedy Williams, giocatore di football americano statunitense (Shreveport, n. 1997)
- Andre Williams, giocatore di football americano statunitense (Poughkeepsie, n. 1992)
- Avery Williams, giocatore di football americano statunitense (Pasadena, n. 1998)

## B(3)
- Bernard Williams, ex giocatore di football americano statunitense (Memphis, n. 1972)
- Brandon Williams, giocatore di football americano statunitense (Kirkwood, n. 1989)
- Brian Williams, ex giocatore di football americano statunitense (Mt. Lebanon, n. 1966)

## C(6)
- Caleb Williams, giocatore di football americano statunitense (Washington, n. 2001)
- Carnell Williams, ex giocatore di football americano statunitense (Gadsen, n. 1982)
- Cary Williams, giocatore di football americano statunitense (Miami, n. 1984)
- Chad Williams, giocatore di football americano statunitense (Baton Rouge, n. 1994)
- Chris Williams, ex giocatore di football americano statunitense (Glynn, n. 1985)
- Connor Williams, ex giocatore di football americano statunitense (Coppell, n. 1997)

## D(16)
- Damarion Williams, giocatore di football americano statunitense (Miami, n. 1998)
- Damian Williams, giocatore di football americano statunitense (Dallas, n. 1988)
- Damien Williams, giocatore di football americano statunitense (San Diego, n. 1992)
- Dan Williams, giocatore di football americano statunitense (Memphis, n. 1987)
- Darious Williams, giocatore di football americano statunitense (Jacksonville, n. 1994)
- Darrel Williams, giocatore di football americano statunitense (Marrero, n. 1995)
- Darrent Williams, giocatore di football americano statunitense (Fort Worth, n. 1982 - Denver, † 2007)
- Darryl Williams, ex giocatore di football americano statunitense (Miami, n. 1970)
- Daryl Williams, giocatore di football americano statunitense (Lake Dallas, n. 1992)
- D.J. Williams, giocatore di football americano statunitense (Dallas, n. 1988)
- David Williams, ex giocatore di football americano statunitense (Mulberry, n. 1966)
- DeAngelo Williams, giocatore di football americano e wrestler statunitense (Wynne, n. 1983)
- Demetrius Williams, giocatore di football americano statunitense (Concord, n. 1983)
- Dexter Williams, giocatore di football americano statunitense (Winter Garden, n. 1997)
- Dorian Williams, giocatore di football americano statunitense (Indian Land, n. 2001)
- Doug Williams, ex giocatore di football americano e allenatore di football americano statunitense (Zachary, n. 1955)

## E(3)
- Erik Williams, ex giocatore di football americano statunitense (Filadelfia, n. 1968)
- Ricky Williams, ex giocatore di football americano statunitense (San Diego, n. 1977)
- Evan Williams, giocatore di football americano statunitense (Los Gatos, n. 2001)

## G(1)
- Garrett Williams, giocatore di football americano statunitense (Charlotte, n. 2001)

## H(1)
- Harvey Williams, ex giocatore di football americano statunitense (Hempstead, n. 1967)

## I(1)
- Ian Williams, giocatore di football americano statunitense (n. 1989)

## J(17)
- Jabara Williams, ex giocatore di football americano statunitense (Nacogdoches, n. 1989)
- Jaboree Williams, giocatore di football americano statunitense (Deerfield Beach, n. 1996)
- Jacquian Williams, giocatore di football americano statunitense (Apopka, n. 1988)
- Jamaal Williams, giocatore di football americano statunitense (Rialto, n. 1995)
- James Williams, ex giocatore di football americano statunitense (Osceola, n. 1967)
- James Williams, ex giocatore di football americano statunitense (Vicksburg, n. 1978)
- Jimmy Williams, ex giocatore di football americano statunitense (Washington, n. 1960)
- Jameson Williams, giocatore di football americano statunitense (St. Louis, n. 2001)
- Javonte Williams, giocatore di football americano statunitense (Wallace, n. 2000)
- Jesse Williams, giocatore di football americano australiano (Thursday Island, n. 1990)
- Joejuan Williams, giocatore di football americano statunitense (Nashville, n. 1997)
- John L. Williams, ex giocatore di football americano statunitense (Palatka, n. 1964)
- John Williams, giocatore di football americano statunitense (Jackson, n. 1945 - Minneapolis, † 2012)
- Jonah Williams, giocatore di football americano statunitense (Atlanta, n. 1997)
- Jonah Williams, giocatore di football americano statunitense (Puyallup, n. 1995)
- Jonathan Williams, giocatore di football americano statunitense (Dallas, n. 1994)
- Joshua Williams, giocatore di football americano statunitense (Fayetteville, n. 1999)

## K(10)
- K'Waun Williams, ex giocatore di football americano statunitense (Paterson, n. 1991)
- Karlos Williams, giocatore di football americano statunitense (Davenport, n. 1993)
- Keith Williams, giocatore di football americano statunitense (Florissant, n. 1988)
- P.J. Williams, giocatore di football americano statunitense (Ocala, n. 1993)
- Kerwynn Williams, giocatore di football americano statunitense (Las Vegas, n. 1991)
- Kevin Williams, ex giocatore di football americano statunitense (Arkadelphia, n. 1980)
- Kyle Williams, giocatore di football americano statunitense (San José, n. 1988)
- Kyle Williams, ex giocatore di football americano statunitense (Ruston, n. 1983)
- Kyle Williams, giocatore di football americano statunitense (Baltimora, n. 2002)
- Kyren Williams, giocatore di football americano statunitense (St. Louis, n. 2000)

## L(3)
- LaQuan Williams, ex giocatore di football americano statunitense (Baltimora, n. 1988)
- Leonard Williams, giocatore di football americano statunitense (Bakersfield, n. 1994)
- Lester Williams, giocatore di football americano statunitense (Miami, n. 1959 - Birmingham, † 2017)

## M(13)
- Malcolm Williams, ex giocatore di football americano statunitense (Grand Prairie, n. 1987)
- Marcus Williams, giocatore di football americano statunitense (Corona, n. 1996)
- Mario Williams, giocatore di football americano statunitense (Richlands, n. 1985)
- Marquez Williams, giocatore di football americano statunitense (Athens, n. 1994)
- Maxx Williams, giocatore di football americano statunitense (Waconia, n. 1994)
- Mike Williams, giocatore di football americano statunitense (Buffalo, n. 1987 - Tampa, † 2023)
- Mike Williams, ex giocatore di football americano statunitense (Tampa, n. 1984)
- Duke Williams, giocatore di football americano statunitense (Reno, n. 1990)
- Michael Williams, giocatore di football americano statunitense (Reform, n. 1990)
- Mike Williams, ex giocatore di football americano statunitense (Dallas, n. 1980)
- Mike Williams, ex giocatore di football americano statunitense (Vance, n. 1995)
- Milton Williams, giocatore di football americano statunitense (Crowley, n. 1999)
- Mykel Williams, giocatore di football americano statunitense (Warm Springs, n. 2004)

## N(3)
- Nicholas Williams, giocatore di football americano statunitense (Birmingham, n. 1990)
- Nick Williams, giocatore di football americano statunitense (Hightstown, n. 1993)
- Nohl Williams, giocatore di football americano statunitense (Ventura, n. 2002)

## O(1)
- Omari Williams, giocatore di football americano statunitense (Birmingham, n. 1996)

## P(1)
- Pat Williams, ex giocatore di football americano statunitense (Monroe, n. 1972)

## Q(2)
- Quincy Williams, giocatore di football americano statunitense (Birmingham, n. 1996)
- Quinnen Williams, giocatore di football americano statunitense (Birmingham, n. 1997)

## R(6)
- Reggie Williams, giocatore di football americano statunitense (Flint, n. 1954)
- Bob Williams, giocatore di football americano statunitense (Cumberland, n. 1930 - † 2016)
- Rodarius Williams, giocatore di football americano statunitense (Shreveport, n. 1996)
- Roderick Williams, giocatore di football americano statunitense (Monroe, n. 1987)
- Roy Williams, ex giocatore di football americano statunitense (Redwood City, n. 1980)
- Ryan Williams, giocatore di football americano statunitense (Cold Spring, n. 1990)

## S(9)
- Sam Williams, giocatore di football americano statunitense (Clayton, n. 1980)
- Sam Williams, giocatore di football americano statunitense (Mobile, n. 1999)
- Savion Williams, giocatore di football americano statunitense (Marshall, n. 2001)
- Seth Williams, giocatore di football americano statunitense (Tuscaloosa, n. 2000)
- Shaun Williams, ex giocatore di football americano statunitense (Oakland, n. 1976)
- Shawn Williams, giocatore di football americano statunitense (Damascus, n. 1991)
- Stephen Williams, giocatore di football americano statunitense (Houston, n. 1986)
- Steve Williams, ex giocatore di football americano statunitense (Dallas, n. 1991)
- Sylvester Williams, giocatore di football americano statunitense (Jefferson City, n. 1988)

## T(10)
- Terrance Williams, giocatore di football americano statunitense (Dallas, n. 1989)
- Tim Williams, giocatore di football americano statunitense (Baton Rouge, n. 1993)
- Tourek Williams, giocatore di football americano statunitense (Miami, n. 1991)
- Tramon Williams, ex giocatore di football americano statunitense (Houma, n. 1983)
- Trayveon Williams, giocatore di football americano statunitense (Houston, n. 1997)
- Trent Williams, giocatore di football americano statunitense (Longview, n. 1988)
- Trevardo Williams, giocatore di football americano giamaicano (Giamaica, n. 1990)
- Ty'Son Williams, giocatore di football americano statunitense (Sumter, n. 1996)
- Tyleik Williams, giocatore di football americano statunitense (Manassas, n. 2003)
- Tyrone Williams, giocatore di football americano statunitense (Stockton, n. 1997)

## V(1)
- Vince Williams, giocatore di football americano statunitense (Davenport, n. 1989)

## X(1)
- Xavier Williams, giocatore di football americano statunitense (Kansas City, n. 1992)

## Z(1)
- Zack Williams, ex giocatore di football americano statunitense (Pasadena, n. 1988)